# I. Brjacsiszláv polocki fejedelem

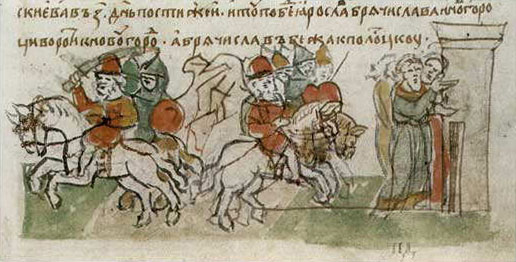
Csata a Szudoma folyónál (Radziwiłł-kódex, 13. sz.)

Brjacsiszláv Izjaszlavics (oroszul Брячисла́в Изясла́вич; kb. 997 – 1044) Polock fejedelme, Nagy Vlagyimir kijevi nagyfejedelem unokája. 

## Élete

### Az orosz krónikák szerint
Apja Izjaszláv polocki fejedelem volt, anyja neve nem ismert. Izjaszláv 1001-ben meghalt, két kiskorú fiút hagyva hátra. Előbb az idősebb, Vszeszláv örökölte a trónt, de 1003-ban ő is meghalt, így a fejedelmi cím Brjacsiszlávra szállt.
1015-ben meghalt nagyapja, Vlagyimir nagyfejedelem és unokájára hagyta Luck városát is. Az ezután következő örökösödési háborúban Brjacsiszláv egyik fél oldalán sem foglalt állást és a hadműveletek is elkerülték fejedelemsége területét.
A Nyesztor-krónika szerint 1020-ban váratlanul rátámadt Novgorodra, kifosztotta a várost, majd zsákmányával visszafelé indult. Hazaútján érte utol Jaroszláv nagyfejedelem és a Szudoma folyónál legyőzte a polockiakat. Brjacsiszláv elmenekült, hátrahagyva zsákmányát és foglyait. A következő évben békét kötöttek, amiben Jaroszláv átadta unokaöccsének Uszvjat és Vityebszk városokat. A szerződés ellenére rendszeresen fellángoltak az összetűzések. Brjacsiszláv megszerezte a Nyugati-Dvina és mellékfolyója, a Gyesznya közötti területet, ahol megalapította Brjacsiszlavl városát. 1044-ben halt meg Polockban. 

### A skandináv sagák szerint
Egészen más történetet mesél el a 13. században íródott skandináv Eymundarsaga. Eszerint a kijevi trónt megszerző Jaroszláv területeket kezdett el követelni Vartilavtól. A fegyveres összecsapás után Vartilav elfogta a kijevi hadvezért, Ingegerdet, akit kényszerített arra, hogy békét kérjen Jaroszlávtól. A béke értelmében Vartilav megkapta Kijevet, Jaroszlávé maradt Novgorod, de továbbra is ő volt Garðaríki (az orosz állam skandináv neve) királya; a varég Eymund, a saga hőse, pedig Polock kormányzója lett. Vartilav három évvel később meghalt és birtokai Jaroszlávra szálltak. A saga állításai teljesen ellentmondanak az orosz forrásoknak, ennek ellenére egyes történészek (O. I Szenkovszkij, M. B. Szverdlov) szerint elképzelhető, hogy Brjacsiszláv kijevi helytartó volt (teljes jogú fejedelem biztosan nem, mert akkor ő lett volna a Rusz "királya"), Eymund pedig ugyanezt a szerepet játszotta Polockban.
Brjacsiszláv, akárcsak a többi polocki fejedelem, nem ismerte el Kijev fennhatóságát maga fölött. A másik részről, mivel apja – rangidőssége ellenére, de korai halála okán – soha nem volt kijevi nagyfejedelem, ezért sem Brjacsiszlávot, sem vérvonala többi tagját nem vették figyelembe a nagyfejedelmi cím örökösödésénél. 

## Családja
Brjacsiszláv feleségének neve nem ismert. Legalább egy fiuk született:
- Vszeszláv (kb. 1029–1101), polocki fejedelem, rövid időre kijevi nagyfejedelem

## Fordítás
- Ez a szócikk részben vagy egészben  a(z)   Брячислав Изяславич című orosz Wikipédia-szócikk ezen változatának fordításán alapul.  Az eredeti cikk szerkesztőit annak laptörténete sorolja fel. Ez a jelzés csupán a megfogalmazás eredetét és a szerzői jogokat jelzi, nem szolgál a cikkben szereplő információk forrásmegjelöléseként.